# Nettleton (Wiltshire)
Nettleton è un villaggio e una parrocchia civile della contea del Wiltshire che si trova a circa 6,5 miglia a nord-ovest di Chippenham nel Sud Ovest dell'Inghilterra, Regno Unito.

## Geografia

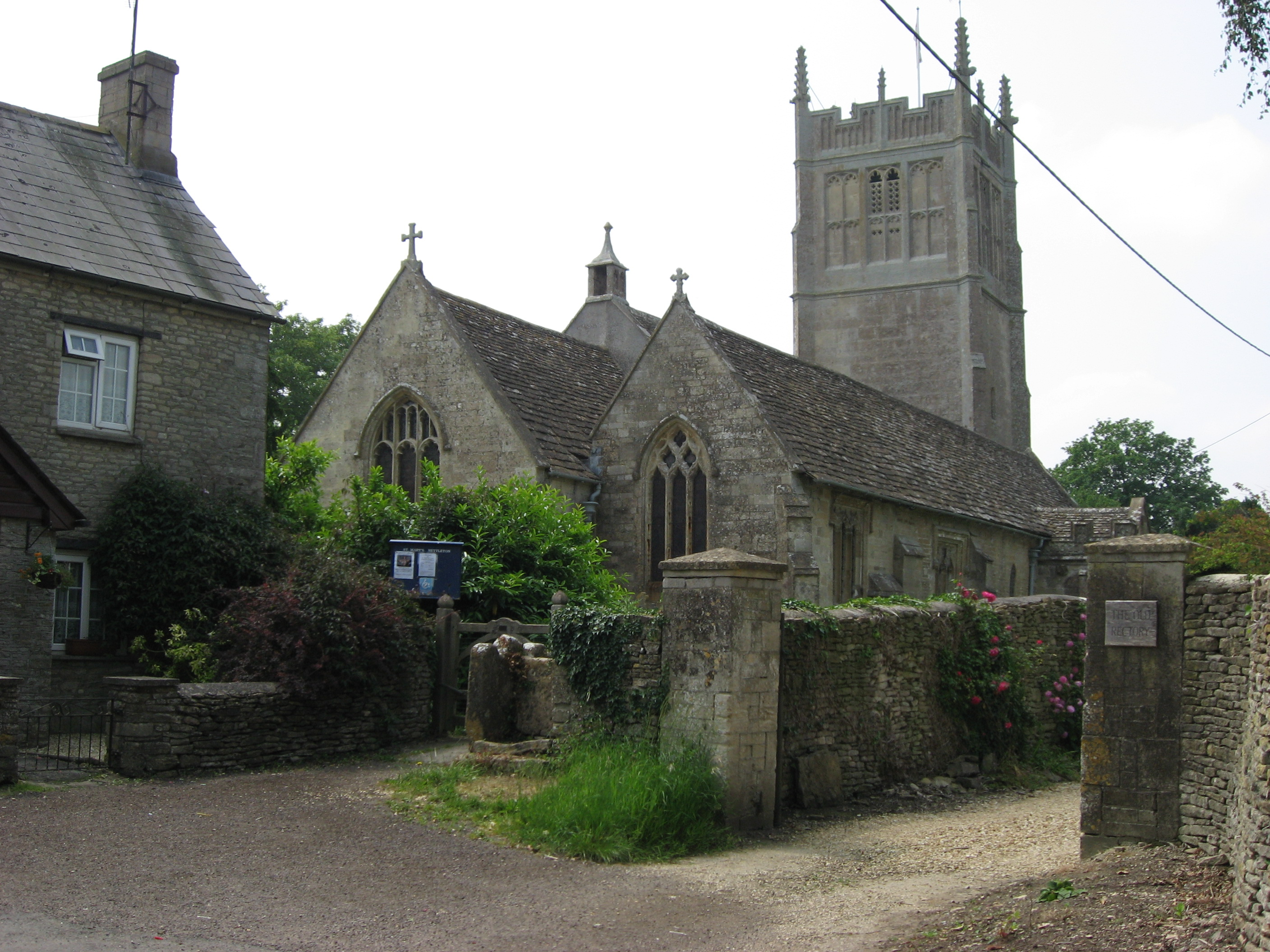
Chiesa della Santa Vergine Maria a Burton

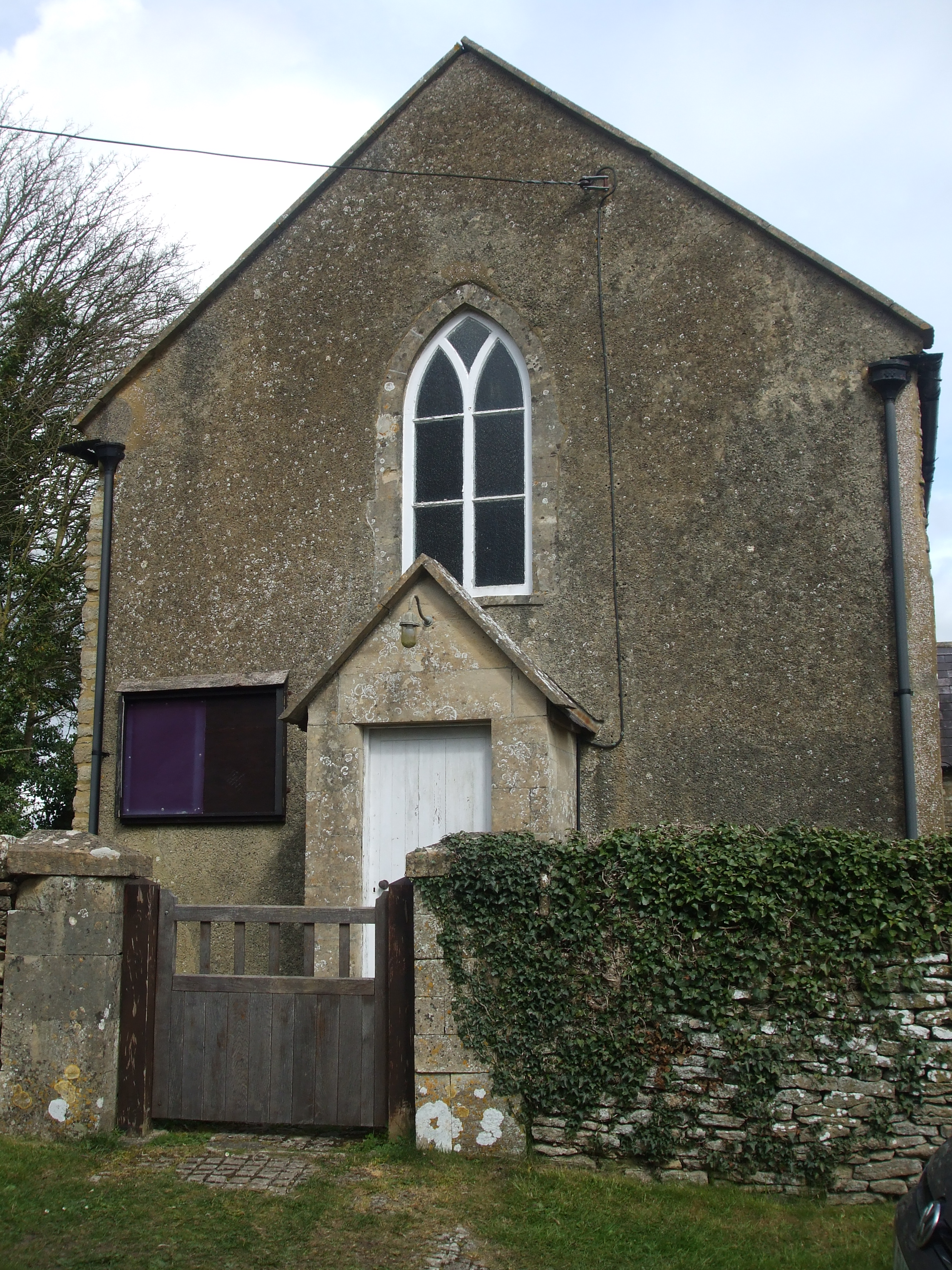
Chiesa Battista di Nettleton

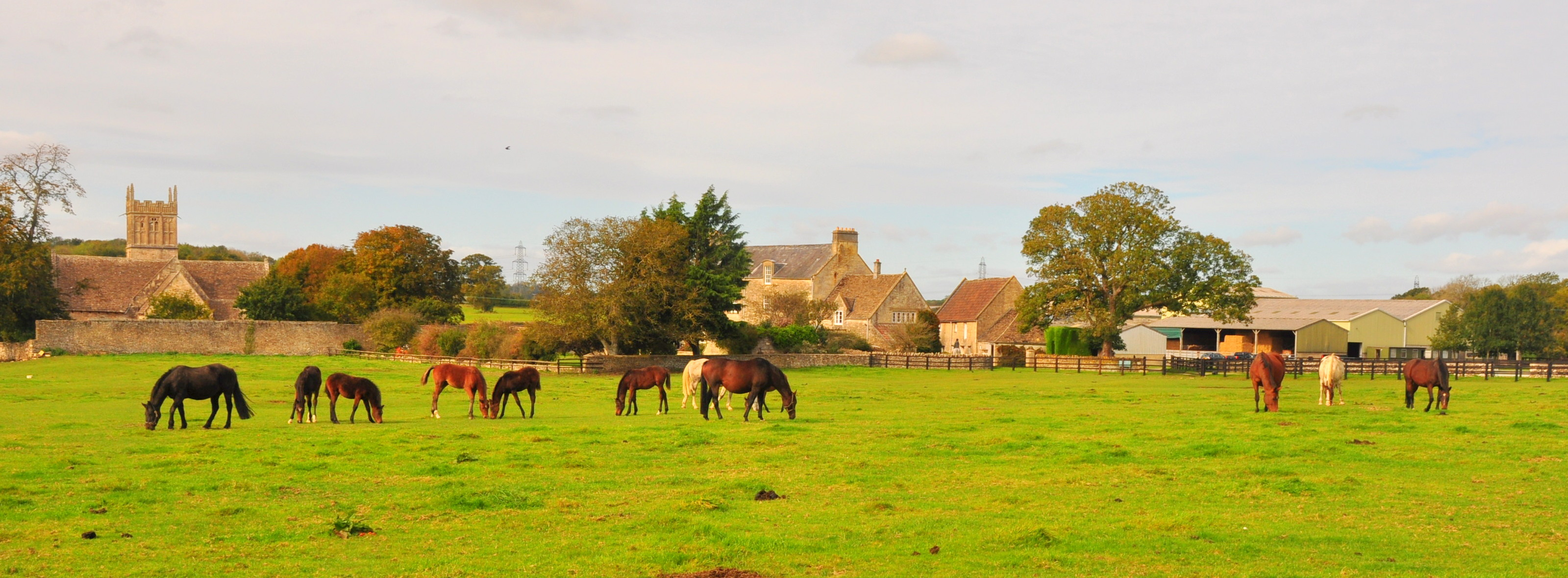
Area destinata a prati con cavalli nel territorio della parrocchia civile

Il territorio della parrocchia civile comprende, oltre al villaggio di Nettleton, anche Burton e West Kington. Burton è l'insediamento principale poiché ospita la chiesa parrocchiale dedicata alla Santa Vergine Maria. Burton e Nettleton sono state fuse in un'unica parrocchia civile nel 1934. La parrocchia confina con il Gloucestershire a nord-ovest e vi passa l'autostrada M4, anch'essa a nord della parrocchia. Il confine meridionale è in parte definito dal Broadmead Brook che attraversa le aree boschive a est. Il Fosseway attraversa la parrocchia sul lato sud-orientale. La roccia sottostante è argillosa con un po' di calcare e il terreno è descritto come stonebrash con sottosuolo argilloso.
Burton significa "fattoria vicino al borgo" e fu chiamata così nel 1204. Una grande parte della parrocchia e del villaggio si chiama Burton ed è la principale area di insediamento. Si trova vicino al confine della contea con il Gloucestershire e a nord della parrocchia di Nettleton, situata sulla B4039. Il terreno è pietroso con sottosuolo argilloso e le colture principali sono grano e orzo, insieme a pascoli.

## Storia
Ci sono molte evidenze nella zona che suggeriscono insediamenti antichi, di epoca romana o anteriore, anche preistorica. Il tumulo lungo Lugbury si trova a quasi un miglio da Nettleton e fu scavato nel XIX secolo, restituendo 28 resti umani. Ci sono prove di terrazze coltivate a est di Burton e una strada romana da Nettleton a Grittleton con la presenza di fossati laterali, trovati durante uno scavo nel 1998. A Goulters Mill si sono trovati fossati antichi, mentre nell'area circostante sono stati trovati utensili neolitici e monete dell'età del ferro. Vicino a Nettleton ci sono prove di terrapieni sassoni e promontori medievali che mostrano campi di creste e solchi, nonché un cumulo di rifiuti di quel periodo. Sulla strada da Nettleton a Burton è stata scoperta nel 2005 una strada rialzata post-medievale e a nord di Nettleton, vicino a Down Farm, ci sono tracce di un tumulo rotondo che non è ancora stato datato. Un lungo tumulo neolitico è stato trovato vicino a un rifugio per volpi a nord-ovest di Nettleton e tracce di armature medievali sono state trovate vicino a Priory Farm, sempre a nord-est di Nettleton. A sud-ovest del bosco di Brotton Hill, nel nord-ovest della parrocchia, ci sono prove di un insediamento romano-britannico ed è stata trovata anche una punta di lancia medievale. I numerosi esempi di fossati, recinti e sentieri non datati suggeriscono che questa fosse un'area privilegiata per gli insediamenti.
L'abate Whiting, in suoi carteggi, metteva la canonica di Nettleton a disposizione di Thomas Cromwell. Anche i Blount di Bitton vi tenevano una piccola tenuta qui nel 1443. Secondo l'indagine sui manieri del 1525, il maniero di West Kington copriva 1.068 acri e aveva 24 proprietà. Era allora detenuto da Lady Cecily Marchesa di Dorset, Lady Haryngdon e Bonvyle. Il maniero di Nettleton fu acquistato dai Botelers al momento dello scioglimento. Nella prima parte del regno della regina Elisabetta, John Astley acquistò il maniero che poi passò a Sir Richard Grobham di Great Wishford che morì senza figli e lo lasciò al figlio di sua sorella, John Howe. Fu il primo Lord Chedworth, Barone di Chedworth e M.P. per Gloucester. Rimase nella famiglia Howe fino alla morte di John Howe nel 1804, il quarto e ultimo Lord Chedworth. Da allora in poi il titolo si estinse. Poi nel 1806 il maniero e l'avvocatura furono acquistati da Andrew Carrick di Clifton, e venduti dopo la sua morte nel 1839 dai suoi fiduciari a Thomas Penrice. La tenuta di West Kington misurava 2.350 acri e la tenuta di Nettleton misurava 1.009 acri al momento di questa vendita nel 1839. Thomas Penrice in seguito vendette a W.A. Hulton nel 1870
Nel Medioevo e in seguito il signore del feudo manteneva un piccolo personale fisso per le mansioni usuali come l'aratura e la cura del bestiame. I contadini di Nettleton vivevano senza pagare l'affitto e avevano il permesso di usare l'aratro per coltivare le proprie strisce di terra. L'attenzione alla fertilità del terreno era importante e gli abitanti del villaggio di Nettleton dovevano spargere una fila di letame su mezzo acro di terra demaniale ogni anno per aiutarla. A Nettleton erano richieste tre arature all'anno e anche un aiuto per la fienagione, e venivano tenuti piccoli greggi tra cento e cinquecento pecore. Un totale di 520 acri di terra comune furono recintati da un atto del Parlamento nel 1812. La casa del Priorato, parte della tenuta dell'abate, fu demolita nel 1852 e ne fu costruita una nuova da un certo Hill. Nel 1801 la popolazione era di 338 persone, che salirono a 395 nel 1811 e 423 nel 1821. Nel 1871 ci fu un leggero calo a 567, forse dovuto all'emigrazione. Verso la fine del XIX secolo, scese di nuovo a 379 e rimase abbastanza costante nei primi anni del XX secolo. Nel 1934 era di nuovo aumentato a 489 a causa del fatto che West Kington era stata trasferita a Nettleton e nel 2001 Nettleton aveva una popolazione di 597 persone.
Il nome Netelingtone è difficile da definire, ma è menzionato in antichi statuti e probabilmente deriva dal nome inglese antico "Neoel". Si trova al centro della parrocchia con Burton a nord e West Kington a ovest. Ha un terreno di pietra focaia con sottosuolo di argilla. Nettleton non ha una struttura compatta e un tempo era etichettata come adatta per il riempimento. Ci sono alcune abitazioni del dopoguerra e un ufficio postale e un negozio costruiti a metà del XX secolo. Alcuni terreni a Nettleton, così come quelli a West Kington, erano di proprietà nel 1843 di Sir C. Bethall Codrington e passarono di mano in mano alla sua famiglia fino a quando alcune parti furono vendute nel 1942, tra cui Coates Farm e Church Farm. Queste furono poi acquistate dal Duca di Beaufort e coprivano un'area di 442 acri. Westfield Farm a ovest del villaggio fu venduta nel 1963, copriva 318 acri e durante il corso della vendita, è stata espressa preoccupazione per il percorso proposto dell'allora inesistente autostrada M4. Nel 1964 quel percorso era ancora in fase di decisione. Il Codrington Arms, originariamente un pub, è stato convertito in uso residenziale ed è noto come Codrington House. Il King William IV, l'altro pub della parrocchia, era di proprietà e gestito dalla Ushers Brewery dal 1904 al 1958. Era situato all'angolo di Wood Lane ed è ora una residenza privata. Un gruppo quacchero a Nettleton menziona John Davis che "si oppose fermamente all'autorità" e c'è una chiesa battista a Nettleton che fu fondata nel 1823.
West Kington significa "fattoria reale o maniero" dall'inglese antico "cyne-tun". Il terreno è coltivato a mais con sottosuolo roccioso e altre colture sono grano e orzo. Secondo l'indagine sui feudi del 1525, il feudo di West Kington copriva 1.068 acri e aveva 24 proprietà che fruttavano buone rendite. Era allora detenuto da Lady Cecily Marchesa di Dorset, Lady Haryngdon e Bonvyle. Entro il 1620 era detenuto da Sir Richard Grobham e dopo la sua morte nel 1629 passò al suo erede, suo fratello John. Sir Richard Grobham possedeva anche terreni a Nettleton. Fino al 1934, Burton e Nettleton erano parrocchie separate.

## Monumenti e luoghi d'interesse
Ci sono diversi edifici classificati nel territorio di Nettleton e questi includono diverse fattorie, come Burton Farm, Priory Farm e Latimer Farm, così come cottage e case, come Fosseway House, West Kington House, Martins House e Violet Cottage. Altri edifici classificati includono la scuola a Nettleton, il vecchio ufficio postale, le chiese e i monumenti nei cimiteri. Ci sono diverse piccole cave, ora non più in uso, ma che hanno fornito la pietra locale. Ci sono anche mulini lungo Broadmead Brook. Littleton Mill, in seguito fattoria Goulters Mill nel 1700, si trova a est di Burton. Longs Mill, anch'esso fondato nel 1700, si trovava a sud-ovest di Nettleton. Kington Mill si trovava a West Kington. Ci sono anche diverse piccole chiuse e dighe lungo il corso del ruscello per aiutare a dirigere l'acqua secondo necessità.
- Chiesa della Santa Vergine Maria (in inglese St Mary the Virgin's church). La chiesa è stata edificata in pietra squadrata e pietrisco con tetti in tegole di pietra e frontoni a corona. La torre è posta a occidente. La navata è unica, il portico è a sud. Il portale occidentale è sagomato a punta con porta a tavole incastonata in un portico in pietra poco profondo con testa ad arco centinato. La finestra occidentale è del XV secolo. La chiesa parrocchiale anglicana fu costruita a partire dal XII secolo, appartiene alla diocesi di Bristol e dal 20 dicembre 1960 è considerata un monumento classificato di primo grado per il suo particolare interesse storico e architettonico.[8][9]
- Chiesa Battista di Nettleton. Verso il XIX secolo la chiesa di Nettleton era divisa nel suo atteggiamento verso la dottrina, con alcuni membri che avevano tendenze calviniste e poiché non c'erano servizi domenicali mattutini, John Russell, un calvinista, chiese ai ministri di riserva di predicare su una sponda erbosa a West Kington. Dopo alcuni anni l'incontro a West Kington ruppe completamente con la cappella di Nettleton. Micaiah West occupò così una casa e un giardino e questi furono autorizzati per il culto battista nel 1820. La cappella è costruita con pietrisco con una facciata a capanna intonacata e finestre ad arco acuto. Fu aperta nel 1823 e intorno al 1843 accanto fu costruita un'aula scolastica . L'interno fu ristrutturato e le finestre modificate nel 1889. I battesimi all'aperto ebbero luogo nel XIX secolo.La cappella di Nettleton rimane aperta.[10]
- Santuario di Apollo. Si tratta di un sito archeologico scavato a Nettleton Shrub dal 1956 al 1972. Era un importante centro religioso e comprende una grande struttura ottagonale che domina il fiume. In epoca romana era un luogo di pellegrinaggio. Nel sito vi sono prove di fusione di peltro e lavorazione del metallo. Sono state trovate teste d'ascia in pietra, utensili in selce e piccoli fossati che rivelano ceramiche belghe e monete britanniche. Era sicuramente un luogo di insediamento preistorico oltre a essere un sito di recinzione romana, probabilmente quando il Fosseway fu costruito nel 47 d.C. Il santuario vero e proprio risale al 69 d.C. Il sito comprendeva un ostello costruito sul Fosseway e una sala rettangolare vicino al santuario, così come la casa di un sacerdote, un negozio ed edifici domestici. Entro il 230 d.C. fu costruito un podio ottagonale che comprendeva il santuario originale e c'era un muro con un ingresso. Nel 250 d.C. questo fu distrutto da un incendio e poi un tempio ottagonale più grande fu costruito sullo stesso sito, utilizzando la base ottagonale originale. L'insediamento si sviluppò rapidamente e furono fatte delle aggiunte per accogliere il crescente numero di visitatori. Fu inciso l'altare e gli scavi hanno ritrovato una targa di bronzo e una pietra incisa, tutti elementi che indicano la dedica del santuario ad Apollo. Nel 330 d.C. l'edificio era caduto in rovina, ma fu probabilmente utilizzato come luogo di culto cristiano e poi come casa colonica. Una breve ripresa del culto pagano avvenne nel 370 d.C., ma poi di nuovo entrò in crisi. Dopo il 330 d.C. e con il calo dei visitatori e dei loro guadagni, ci fu più attività industriale. Si verificarono fusioni di peltro, bronzo e ferro, come dimostrano gli stampi in pietra trovati accanto alle scorie di ferro. Nel IV secolo la zona fu saccheggiata, forse da pirati irlandesi attraverso il canale di Bristol. Alcuni potrebbero essersi stabiliti qui, come indicano i primi siti di sepoltura che ospitavano tombe rivestite di pietra. Nel V secolo l'insediamento giunse alla fine, forse dopo un attacco. Sono state trovate molte ossa umane con tagli di spada, alcune delle quali indicano decapitazioni e quindi morti violente. Alcuni indizi suggeriscono che questo fosse un luogo di guarigione, e altri culti indicano Silvanus e Mercurio come dedicatari del sito. Una fattoria medievale fu costruita utilizzando gli edifici romani come stalle per il bestiame e alla fine, quando caddero in disuso, tutto si trasformò in un pascolo verde.[3]